# 岳池高寺
岳池高寺位於四川省岳池縣，文物遺址年代判定為清。2012年7月16日公佈為第八批四川省文物保護單位。
岳池高寺（原名臨溪寺大殿），位於四川省岳池縣南臨溪鎮高寺村，又名靈泉山寺、靈溪寺。《岳池縣誌》載：“靈山寺，治南九十里，又名高寺。”。高寺原為兩院落三進式佈局，現僅存正殿和左右廂房。占地面積520平方公尺，建築面積408.15平方公尺。正殿：座北向南，素面台基，置隨意踏道3級，均高0.15公尺。面闊3間11.3公尺，進深9.5公尺，歇山式屋頂，小青瓦屋面，六鋪作斗拱，計32朵。單簷歇山式屋頂，小青瓦屋面，疊粱式屋架，立18柱，殿中置井字架木柱，用材標準，柱徑0.7公尺。圓形石柱基，高0.08公尺。柱枋施斗拱，分為三類，即柱頭鋪作，補間鋪作，轉角鋪作等。六鋪作，計心造。柱間側腳明顯，柱額出頭呈矩形，具有明顯的法式特徵，脊樑上墨書大清康熙五十年（1711）題記。左右廂房面闊各為8間32公尺，進深2間4.7公尺，高5.6公尺。岳池高寺具有鮮明的清營造法式特色和地方特色，是四川地區清代建築的典型代表。2005年，岳池高寺被廣安市人民政府公佈為市級文物保護單位。